# Le Syndicat
Pour l’article homonyme, voir Syndicat.
Le Syndicat est une commune française située dans le département des Vosges en région Grand Est.
La commune est distante de 19 km de La Bresse, 6 de Dommartin-lès-Remiremont et 8 de Remiremont.
Ses habitants sont appelés les Syndiciens.

## Géographie

### Localisation
La commune est distante de 1,3 km de Saint-Amé, 6 de Dommartin-lès-Remiremont, 8 de Remiremont et 19 de La Bresse.

### Géologie et relief
La commune du Syndicat est le résultat d'une juxtaposition de sept hameaux en une bande étroite enserrée entre Saint-Amé et Vagney.
On trouve, du sud vers le nord, Nol, le Chanois, Peccavillers, Champé, Bréhavillers, Bémont et Julienrupt.
Le site du Massif vosgien, inscrit au titre de la loi du 2 mai 1930, regroupe 14 Schémas de cohérence territoriale (SCOT) qui ont tout ou partie de leur territoire sur le périmètre du massif des Vosges.
Hydrogéologie et climatologie : Système d’information pour la gestion des eaux souterraines du bassin Rhin-Meuse :
Territoire communal : Occupation du sol (Corinne Land Cover); Cours d'eau (BD Carthage),
Géologie : Carte géologique; Coupes géologiques et techniques,
 Hydrogéologie : Masses d'eau souterraine; BD Lisa; Cartes piézométriques.

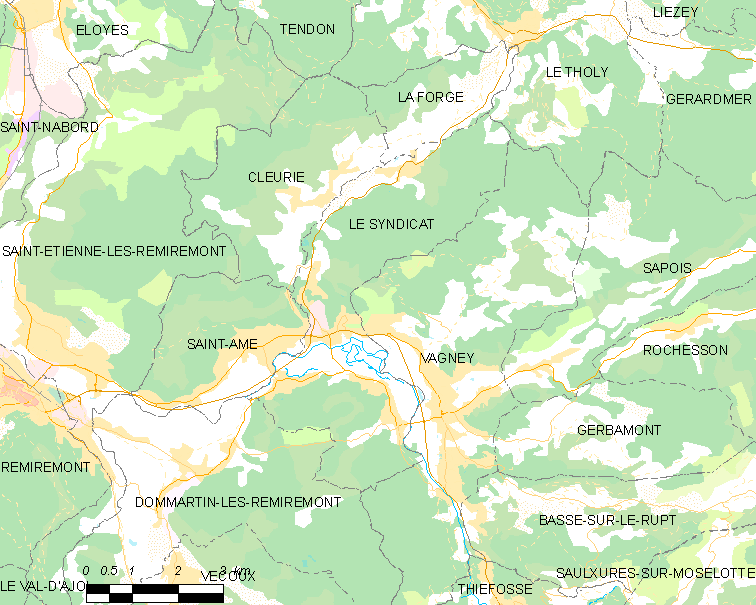
Carte du Syndicat.

### Sismicité
Commune située dans une zone de sismicité modérée.

### Hydrographie et les eaux souterraines

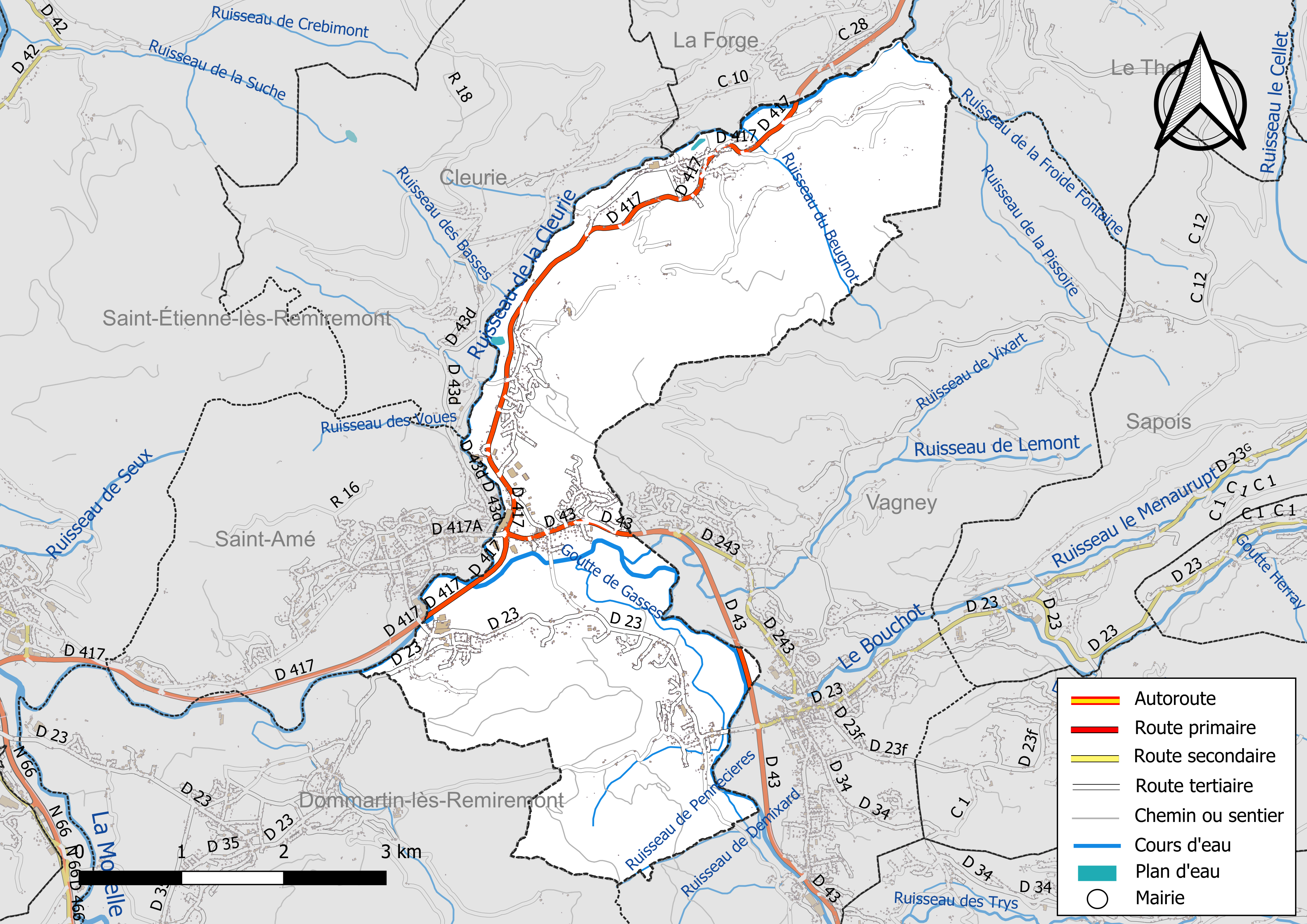
Réseaux hydrographique et routier du Syndicat.

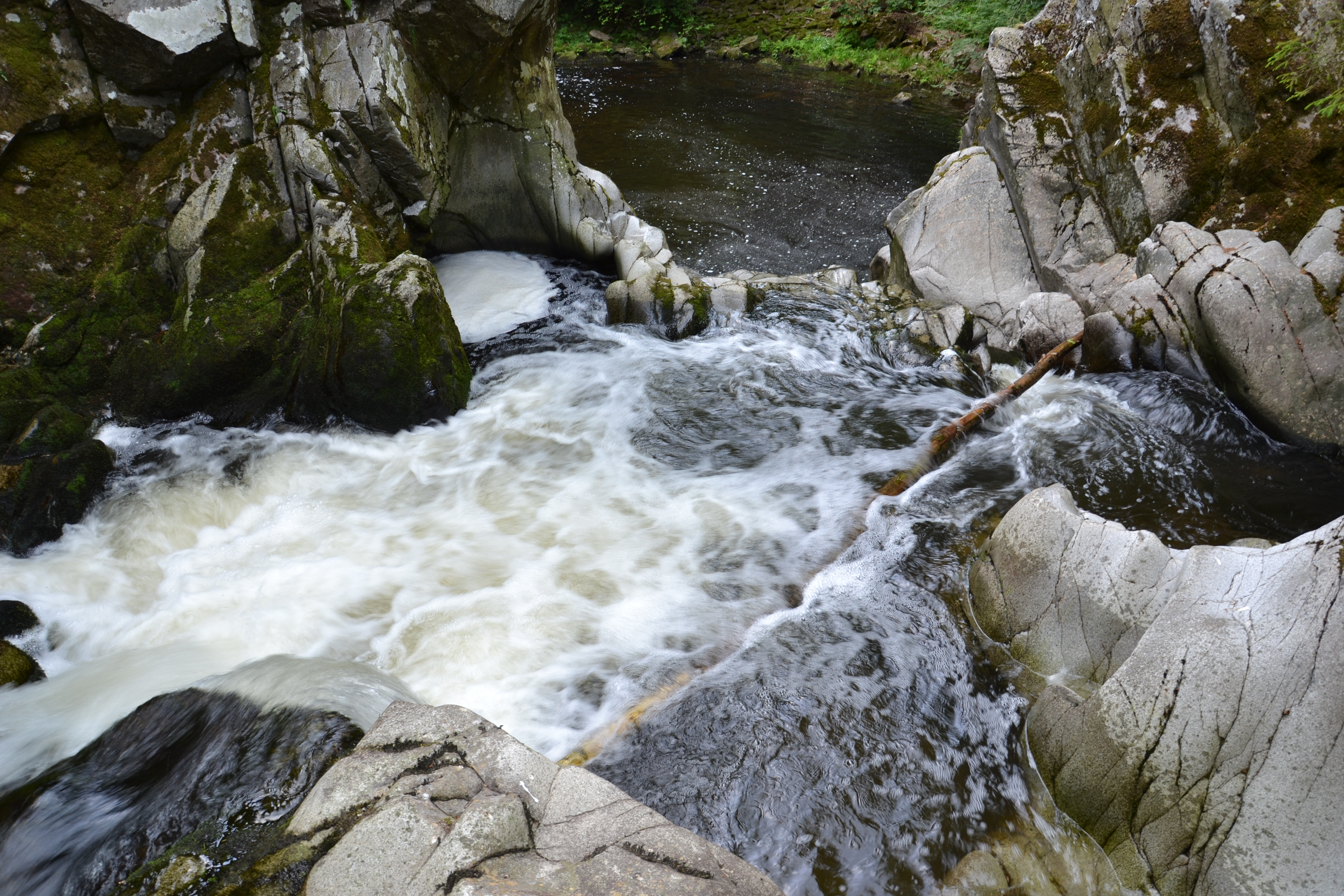
Saut de la Cuve, chute d'eau du Massif des Vosges située sur la limite des communes de Saint-Amé et Le Syndicat.

- Les hameaux de Nol, le Chanois, Peccavillers, Champé, Bréhavillers sont dans la vallée de la Moselotte,
- Ceux de Bémont et Julienrupt sont dans celle de son affluent droit, la Cleurie.
- Tunnel de captage de Champ la Vigne[4].

- Ruisseaux :
  - de Franould,
  - de Lemont,
  - de Pennecières,
  - de Vixart,
  - de la Cleurie,
  - de la Pissoire,
  - des Basses,
  - des Voues,
  - du Beugnot,
  - du Liangoutte,
  - de Demixard.

Syndicat intercommunal d'assainissement du Haut-des-Rangs, couvre un territoire de cinq communes : Rupt-sur-Moselle, Vecoux, Dommartin-lès-Remiremont, Saint-Amé, Le Syndicat.

### Climat
Pour des articles plus généraux, voir Climat du Grand Est et Climat des Vosges.
En 2010, le climat de la commune est de type climat de montagne, selon une étude du Centre national de la recherche scientifique s'appuyant sur une série de données couvrant la période 1971-2000. En 2020, Météo-France publie une typologie des climats de la France métropolitaine dans laquelle la commune est exposée à un climat semi-continental et est dans la région climatique  Vosges, caractérisée par une pluviométrie très élevée (1 500 à 2 000 mm/an) en toutes saisons et un hiver rude (moins de 1 °C). 
Pour la période 1971-2000, la température annuelle moyenne est de 9,6 °C, avec une amplitude thermique annuelle de 17,1 °C. Le cumul annuel moyen de précipitations est de 1 480 mm, avec 14,4 jours de précipitations en janvier et 11,1 jours en juillet. Pour la période 1991-2020, la température moyenne annuelle observée sur la station météorologique de Météo-France la plus proche, « Vagney », sur la commune de Vagney à 3 km à vol d'oiseau, est de 8,8 °C et le cumul annuel moyen de précipitations est de 1 472,7 mm. 
La température maximale relevée sur cette station est de 34,5 °C, atteinte le 25 juillet 2019 ; la température minimale est de −19,4 °C, atteinte le 20 décembre 2009,,. 
Les paramètres climatiques de la commune ont été estimés pour le milieu du siècle (2041-2070) selon différents scénarios d'émission de gaz à effet de serre à partir des nouvelles projections climatiques de référence DRIAS-2020. Ils sont consultables sur un site dédié publié par Météo-France en novembre 2022.

### Voies de communications et transports

#### Voies routières
- D 43 en direction de La Bresse.
- Route nationale 417 (D 417) en direction de Remiremont.

#### Transports en commun
- Réseau régional de transports en commun "Fluo Grand Est"[12].

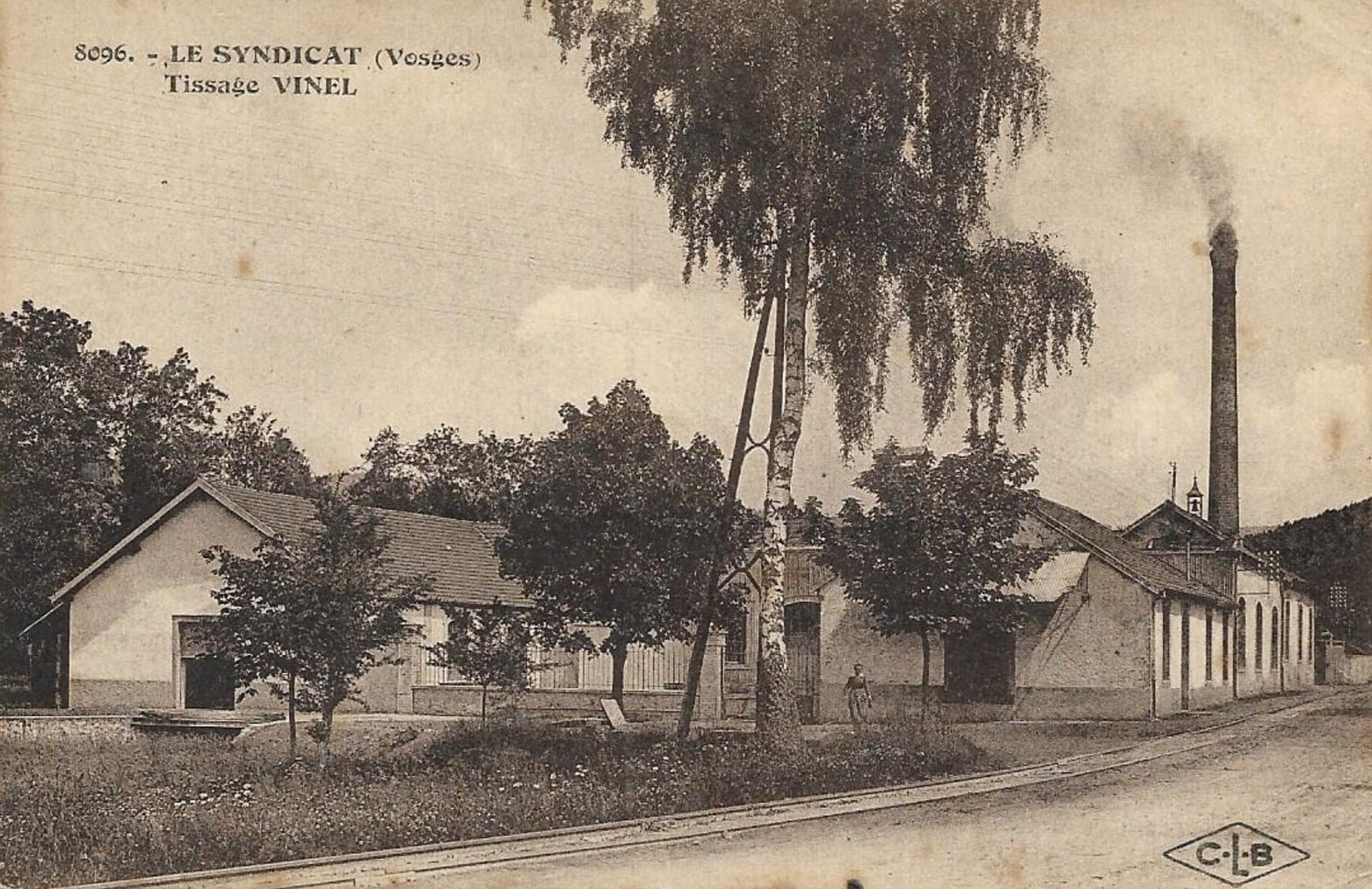
Ancien Tramway de Remiremont à Gérardmer.

#### Lignes SNCF
- Après le TGV qui desservait la gare de Remiremont, la LGV Est européenne, (Ligne à Grande Vitesse), est devenue une réalité. Ce qui réduit les durées de trajets à 2 h 45 Remiremont / Paris, en assurant ainsi un réel désenclavement des vallées ;
- Gare routière de Remiremont[13].
- Gare de Vagney, lieu-dit Nol sur la commune de Le Syndicat
- Gare de Rupt-sur-Moselle (fermée)
- Gare de Hielle (ancienne halte fermée)
- Gare de Maxonchamp (ancienne halte fermée)

| Cleurie   | La Forge                 | Le Tholy |
| Saint-Amé | Syndicat                 | Vagney   |
|           | Dommartin-lès-Remiremont |          |

### Intercommunalité
La commune relève de la Communauté de communes des Hautes Vosges. Elle bénéficie par ailleurs de l'aire urbaine de Remiremont depuis la réalisation de la déviation Remiremont-Le Syndicat du giratoire Route nationale 417 (D417) en direction de Remiremont.-RD 43 au Syndicat dans le sens Le Tholy > Remiremont et du Pays de Remiremont et ses vallées.

## Urbanisme

### Typologie
Au 1er janvier 2024, Le Syndicat est catégorisée commune rurale à habitat dispersé, selon la nouvelle grille communale de densité à sept niveaux définie par l'Insee en 2022.
Elle appartient à l'unité urbaine de Vagney, une agglomération intra-départementale regroupant dix  communes, dont elle est une commune de la banlieue,,. Par ailleurs la commune fait partie de l'aire d'attraction de Remiremont, dont elle est une commune de la couronne,. Cette aire, qui regroupe 12 communes, est catégorisée dans les aires de moins de 50 000 habitants,.

### Occupation des sols
L'occupation des sols de la commune, telle qu'elle ressort de la base de données européenne d’occupation biophysique des sols Corine Land Cover (CLC), est marquée par l'importance des forêts et milieux semi-naturels (65,9 % en 2018), une proportion sensiblement équivalente à celle de 1990 (66,7 %). La répartition détaillée en 2018 est la suivante : 
forêts (65,9 %), prairies (19,4 %), zones urbanisées (10,5 %), zones agricoles hétérogènes (2,8 %), zones industrielles ou commerciales et réseaux de communication (1,3 %). L'évolution de l’occupation des sols de la commune et de ses infrastructures peut être observée sur les différentes représentations cartographiques du territoire : la carte de Cassini (XVIIIe siècle), la carte d'état-major (1820-1866) et les cartes ou photos aériennes de l'IGN pour la période actuelle (1950 à aujourd'hui).

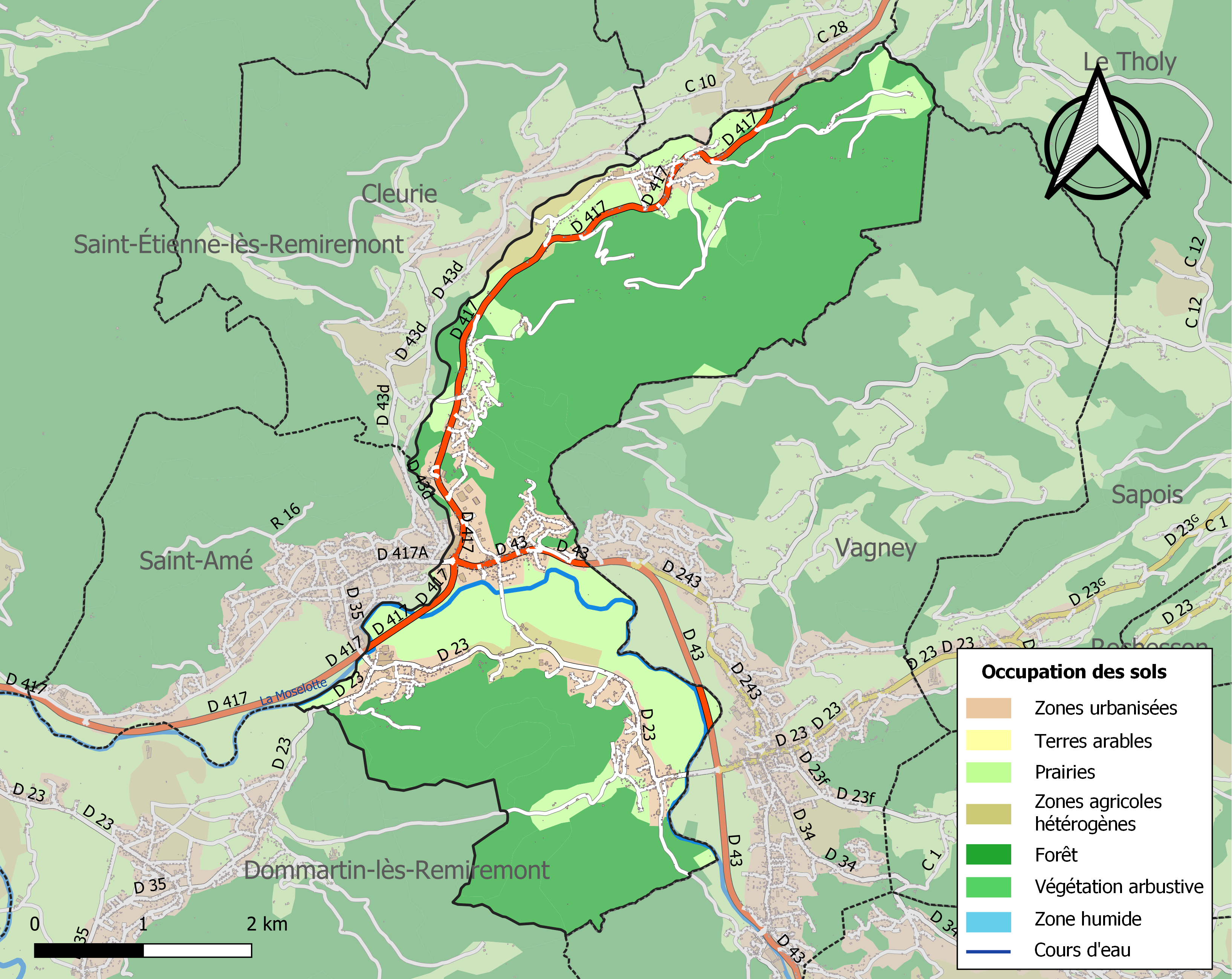
Carte des infrastructures et de l'occupation des sols de la commune en 2018 (CLC).

## Toponymie
Le nom de la localité est attesté sous les formes Communauté du Sindicat de St-Amé (1790) ; Commune des Sables de Cleurie (an III) ; Commune du Syndicat (an III) ; Syndicat de Saint Amé (an III).

Nom emprunté au latin syndicus, mot du XIIIe siècle, (« avocat ou représentant d'une ville »). En français, syndic apparait d'abord dans le vocabulaire juridique, pour désigner une personne mandatée pour défendre les intérêts d'une communauté (en général, ecclésiastique), avant de se spécialiser dans le vocabulaire administratif pour désigner sous l'Ancien Régime le représentant chargé de défendre des habitants auprès de leur seigneur suzerain (après 1789, en France, les maires remplaceront ces syndics). Du français syndicat au sens de « commune ».
Sous l’Ancien Régime, les habitants des anciens hameaux de la commune, Bémont, Bréhavillers, Peccavillers, Champé et Nol dépendant au temporel du ban de Vagney, relevaient au spirituel de la paroisse de Saint-Amé (et non de celle de Vagney). En conséquence, ces hameaux avaient un syndic spécial (personne chargée d'administrer une paroisse ou une communauté rurale sous l'Ancien régime), élu tous les ans à Noël.
Aussi, lors de la Révolution, la commune fut nommée le Syndicat Saint Amé en 1793, puis Syndicat de Saint Amé en 1801 avant d'être finalement renommée en Le Syndicat en 1868.
Le gentilé des habitants de la commune a été décidé par un référendum en 1989, à l’occasion du bicentenaire de la Révolution.

## Histoire

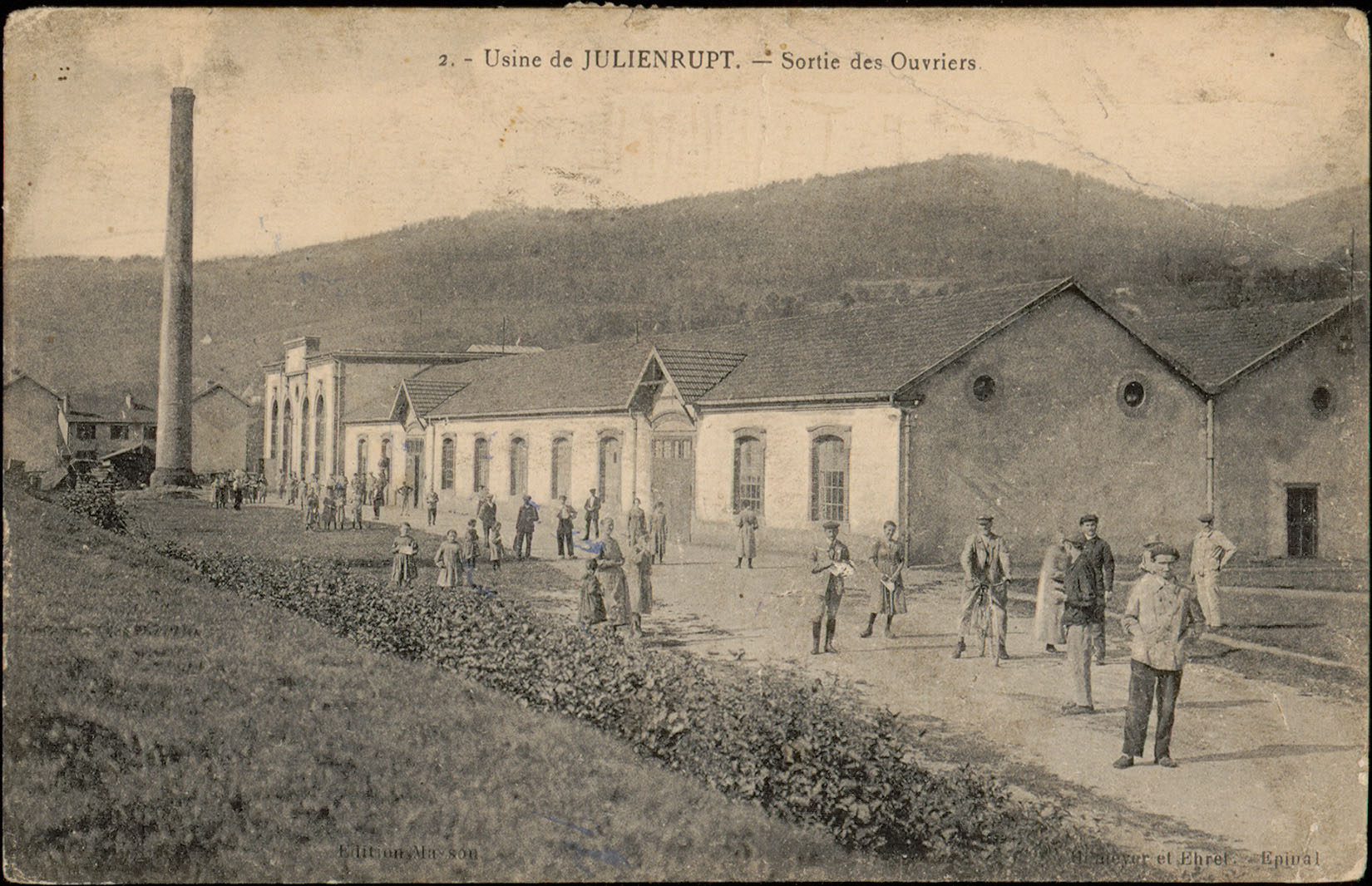
Sortie des ouvriers à l'usine de Julienrupt.

La plupart des hameaux formant la commune actuelle du Syndicat faisaient partie du ban de Vagney, dépendant du chapitre de Remiremont. L’histoire de cette commune se confond avec celle du ban.
La commune a été créée à la Révolution, s'appuyant sur trois paroisses : celle de Julienrupt, dont relève également une partie des communes voisines de Cleurie et La Forge, celle de Vagney pour Nol, celle de Saint-Amé pour les autres.
De 1790 à l’an IX, la commune a fait partie du canton de Vagney, puis de celui de Remiremont, prenant provisoirement le nom de commune des Sables de Cleurie au plus fort de la Terreur (1794).
Un décret du 10 décembre 1868 l’a autorisée à prendre le nom du Syndicat au lieu de celui du Syndicat-de-Saint-Amé.

## Politique et administration

### Découpage territorial
Par arrêté préfectoral du 15 septembre 2023, la commune est retirée le 1er janvier 2024 de l'arrondissement de Saint-Dié-des-Vosges et rattachée à l'arrondissement d'Épinal.

### Liste des maires
| Période                                  | Période         | Identité                       | Étiquette | Qualité                                   |
| ---------------------------------------- | --------------- | ------------------------------ | --------- | ----------------------------------------- |
| Les données manquantes sont à compléter. |                 |                                |           |                                           |
|                                          | 1992            | Paul Stouvenel                 |           | Démissionnaire                            |
| 1992                                     | mars 2008       | Daniel Froehly (1942-2021)     |           | Professeur de menuiserie                  |
| mars 2008                                | 15 juillet 2009 | Claudine Fleurance (1955-2023) |           | Préparatrice en pharmacie, démissionnaire |
| 24 septembre 2009                        | 2020            | Jean-Marie Lambotin            |           |                                           |
| 2020                                     | En cours        | Pascal Claude                  |           |                                           |

### Budget et fiscalité 2022
En 2021, le budget de la commune était constitué ainsi :
- total des produits de fonctionnement : 1 362 000 €, soit 708 € par habitant ;
- total des charges de fonctionnement : 1 211 000 €, soit 630 € par habitant ;
- total des ressources d'investissement : 373 000 €, soit 194 € par habitant ;
- total des emplois d'investissement : 523 000 €, soit 272 € par habitant ;
- endettement : 1 096 000 €, soit 570 € par habitant.

Avec les taux de fiscalité suivants :
- taxe d'habitation : 22,91 % ;
- taxe foncière sur les propriétés bâties : 35,43 % ;
- taxe foncière sur les propriétés non bâties : 24,28 % ;
- taxe additionnelle à la taxe foncière sur les propriétés non bâties : 0,00 % ;
- cotisation foncière des entreprises : 0,00 %.

Chiffres clés Revenus et pauvreté des ménages en 2021 : médiane en 2021 du revenu disponible, par unité de consommation : 22 900 €.

## Population et société

### Démographie

#### Pyramide des âges
L'évolution du nombre d'habitants est connue à travers les recensements de la population effectués dans la commune depuis 1793. Pour les communes de moins de 10 000 habitants, une enquête de recensement portant sur toute la population est réalisée tous les cinq ans, les populations de référence des années intermédiaires étant quant à elles estimées par interpolation ou extrapolation. Pour la commune, le premier recensement exhaustif entrant dans le cadre du nouveau dispositif a été réalisé en 2008.

En 2022, la commune comptait 1 859 habitants, en évolution de −2,77 % par rapport à 2016 (Vosges : −2,96 %, France hors Mayotte : +2,11 %).
| 1793 | 1800 | 1806 | 1821 | 1831  | 1836  | 1841  | 1846  | 1856 |
| ---- | ---- | ---- | ---- | ----- | ----- | ----- | ----- | ---- |
| 692  | 700  | 730  | 900  | 1 049 | 1 028 | 1 120 | 1 082 | 967  |

| 1861 | 1866 | 1876 | 1881  | 1886  | 1891  | 1896  | 1901  | 1906  |
| ---- | ---- | ---- | ----- | ----- | ----- | ----- | ----- | ----- |
| 993  | 973  | 988  | 1 029 | 1 053 | 1 199 | 1 094 | 1 289 | 1 200 |

| 1911  | 1921  | 1926  | 1931  | 1936  | 1946  | 1954  | 1962  | 1968  |
| ----- | ----- | ----- | ----- | ----- | ----- | ----- | ----- | ----- |
| 1 462 | 1 289 | 1 326 | 1 368 | 1 446 | 1 279 | 1 384 | 1 513 | 1 602 |

| 1975  | 1982  | 1990  | 1999  | 2006  | 2008  | 2013  | 2018  | 2022  |
| ----- | ----- | ----- | ----- | ----- | ----- | ----- | ----- | ----- |
| 1 716 | 1 754 | 1 770 | 1 801 | 1 889 | 1 914 | 1 929 | 1 885 | 1 859 |

### Enseignement
Établissements d'enseignements :
- École maternelle,
- École primaire,
- Collèges à Vagney, Remiremont,
- Lycées à Remiremont.

### Santé
Professionnels et établissements de santé :
- Médecins à Saint-Amé, Vagney,
- Pharmacies à Saint-Amé, Vagney,
- Centre hospitalier de Remiremont.

### Cultes
- Culte catholique, Paroisse Saint-Amé-des-Trois-Vallées[35], Diocèse de Saint-Dié.

## Économie

### Entreprises et commerces

#### Agriculture et exploitation forestière
- Agriculteurs[36].
- Élevage canin[37].
- Exploitation forestière.
- Miel de sapin des Vosges.

#### Tourisme
- Gîtes ruraux et Chambres d'hôtes.
- Voie verte des Hautes-Vosges.
- Tourisme dans le département des Vosges.

#### Commerces et services
Deux principales zones économiques émergent du Syndicat :
- Une zone commerciale de commerces de proximité, au niveau du rond-point des granitiers.
  - Boulangerie Pâtisserie d'Emilie et Grégory.
  - Le magasin de fleurs Edelweiss.
  - La Croisée des Saveurs, magasin de produits artisanaux bio.
- Une zone industrielle et logistique le long de la route de Gerardmer.
  - L'usine de fourniture d'Esselte.
  - La menuiserie Établis François.
  - La société Transports Rouillon[38].
  - La société Transports Rochatte, spécialisée dans le bois.
  - Les Transports Services Belli.
  - L'usine de produits de jardin FERTIL.

Il y a également quelques commerces indépendants supplémentaires dans la ville et profite principalement des villages de la communauté de communes des Hautes Vosges, à laquelle elle appartient, et de la communauté de communes de la porte des Vosges méridionales.

## Culture locale et patrimoine

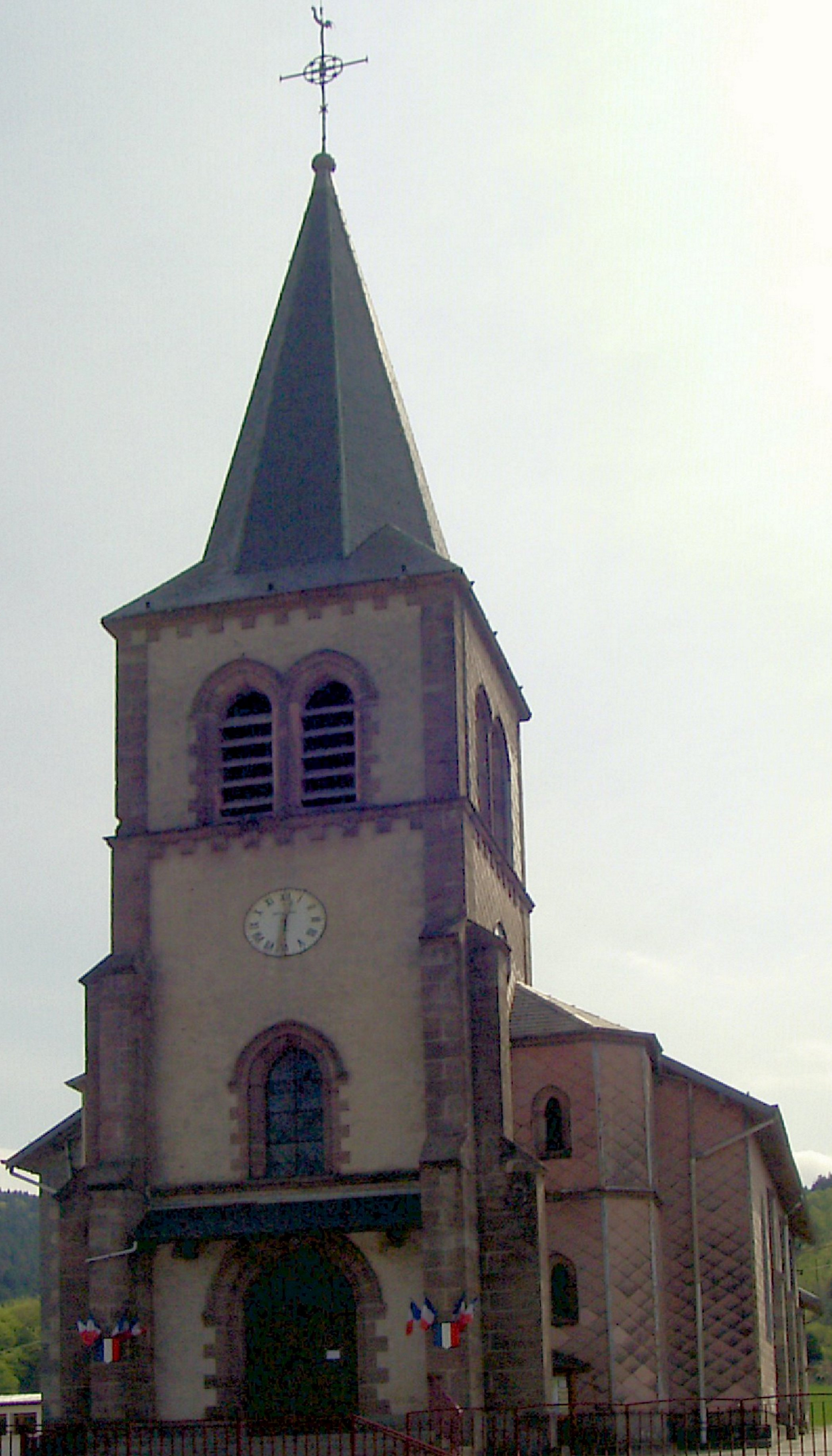
L'église Sainte-Claire à Julienrupt.
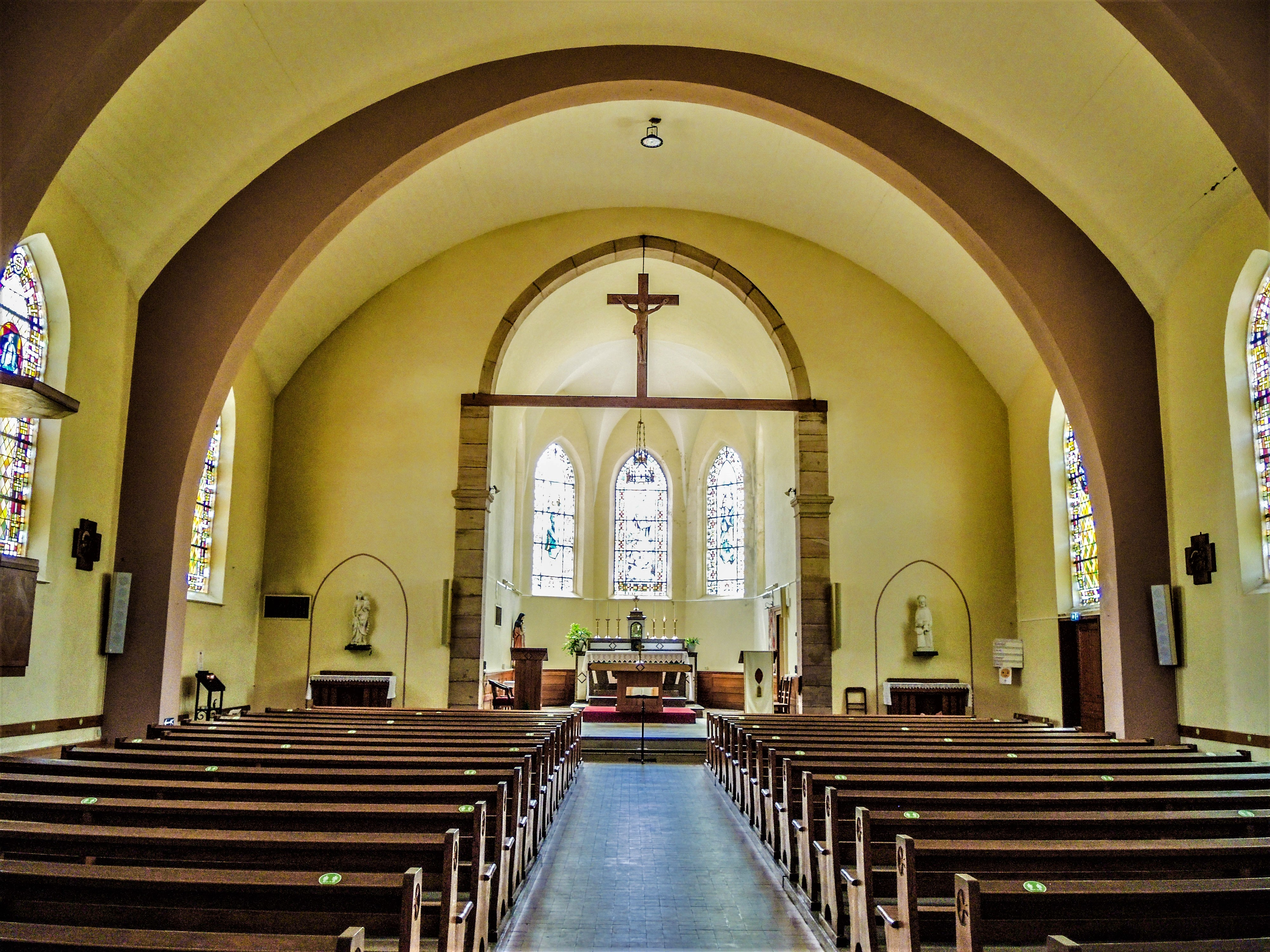
Nef de l'église.
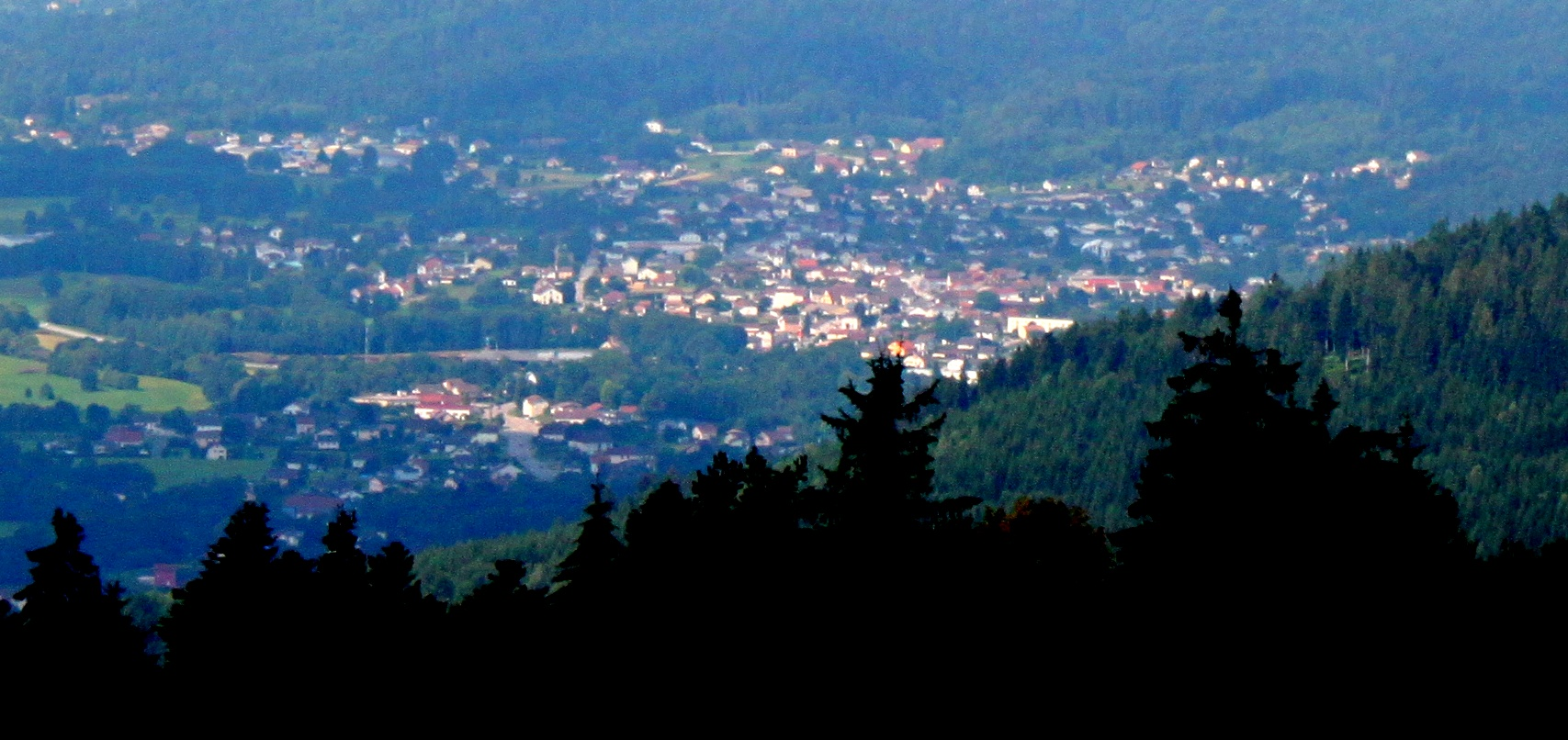
Vue de la table d'orientation, Le Haut du Tôt.
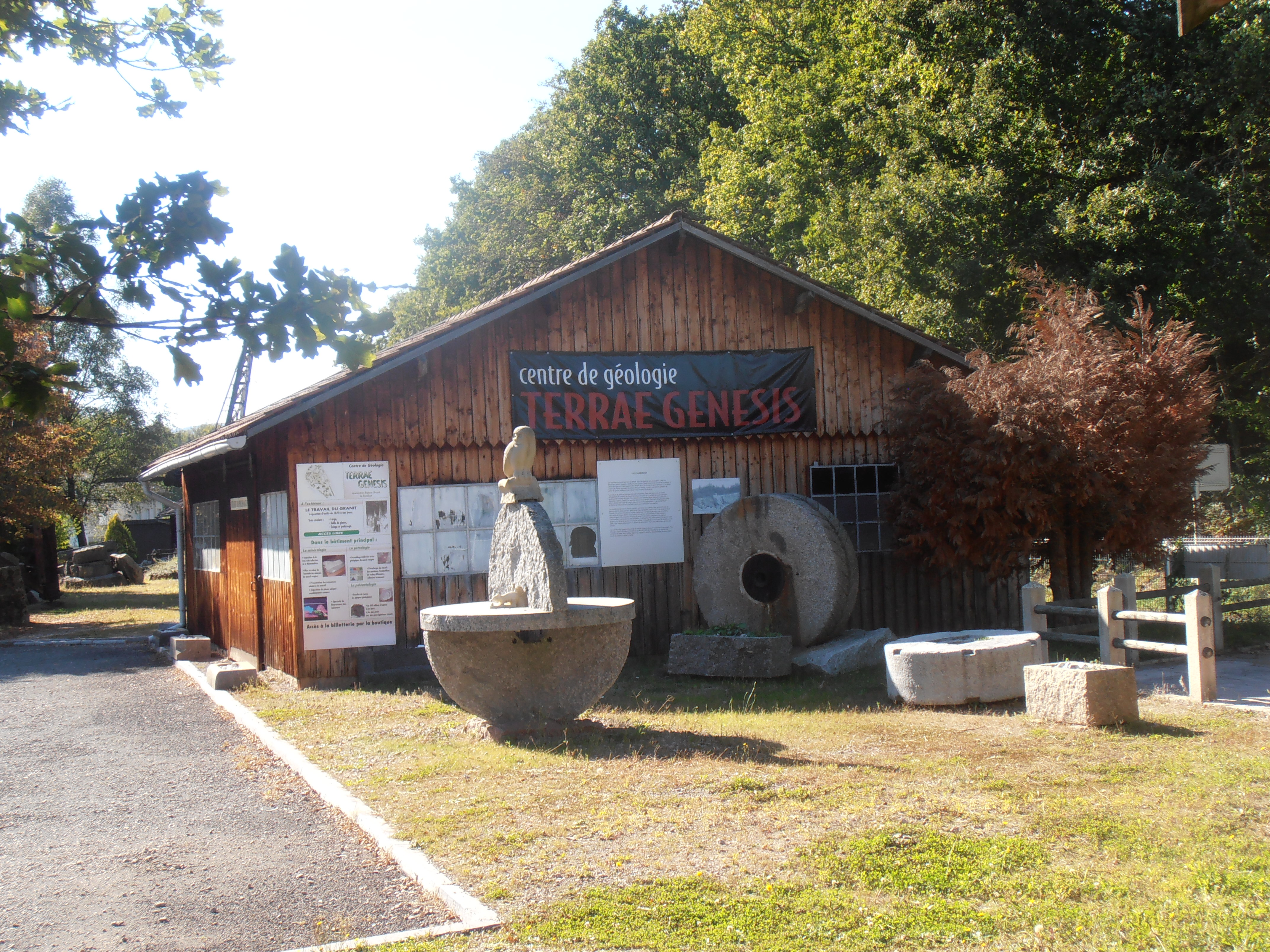
Centre de Géologie et de minéralogie Terrae Genesis[39].
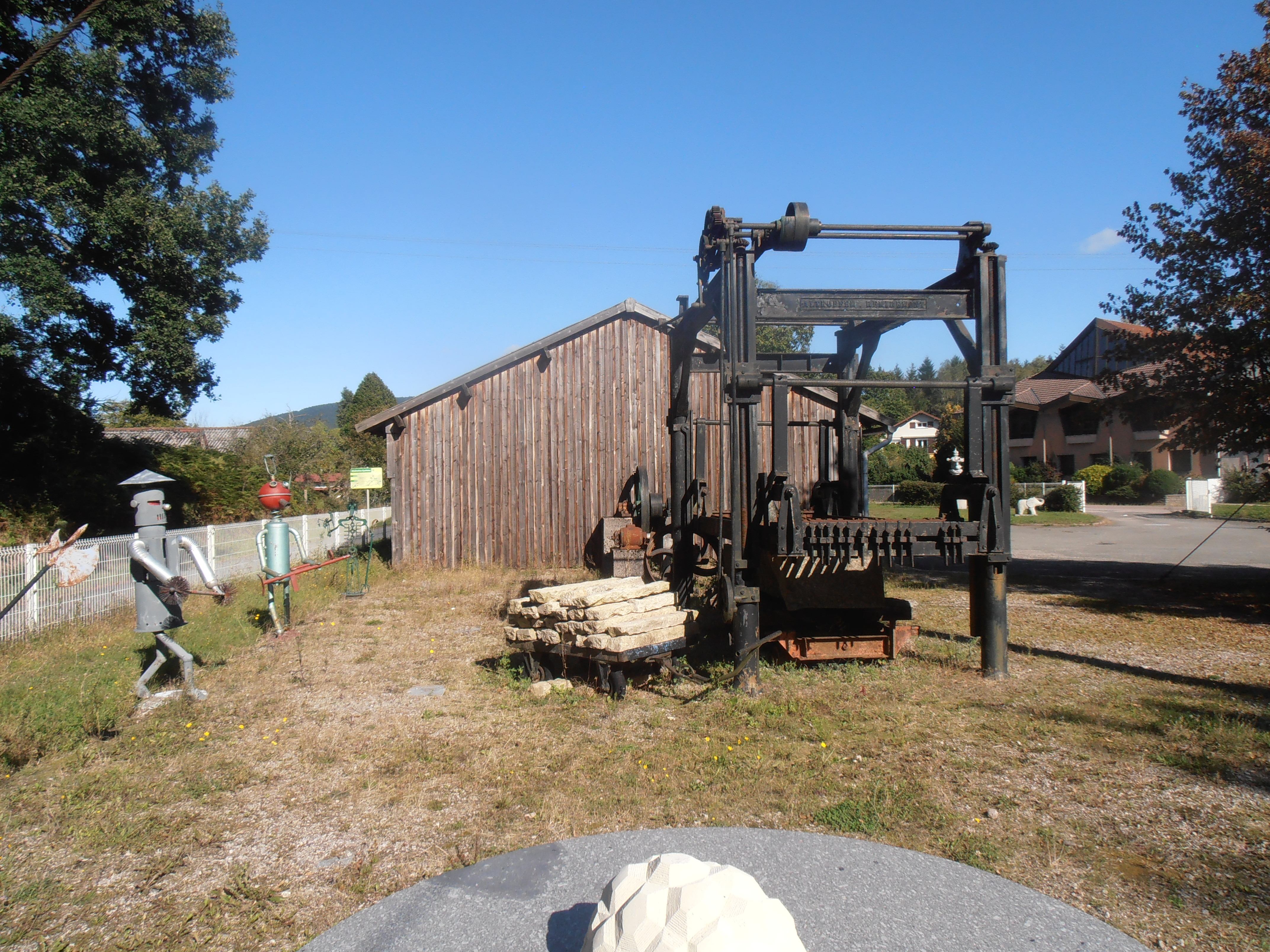
Parc du Centre de Géologie.
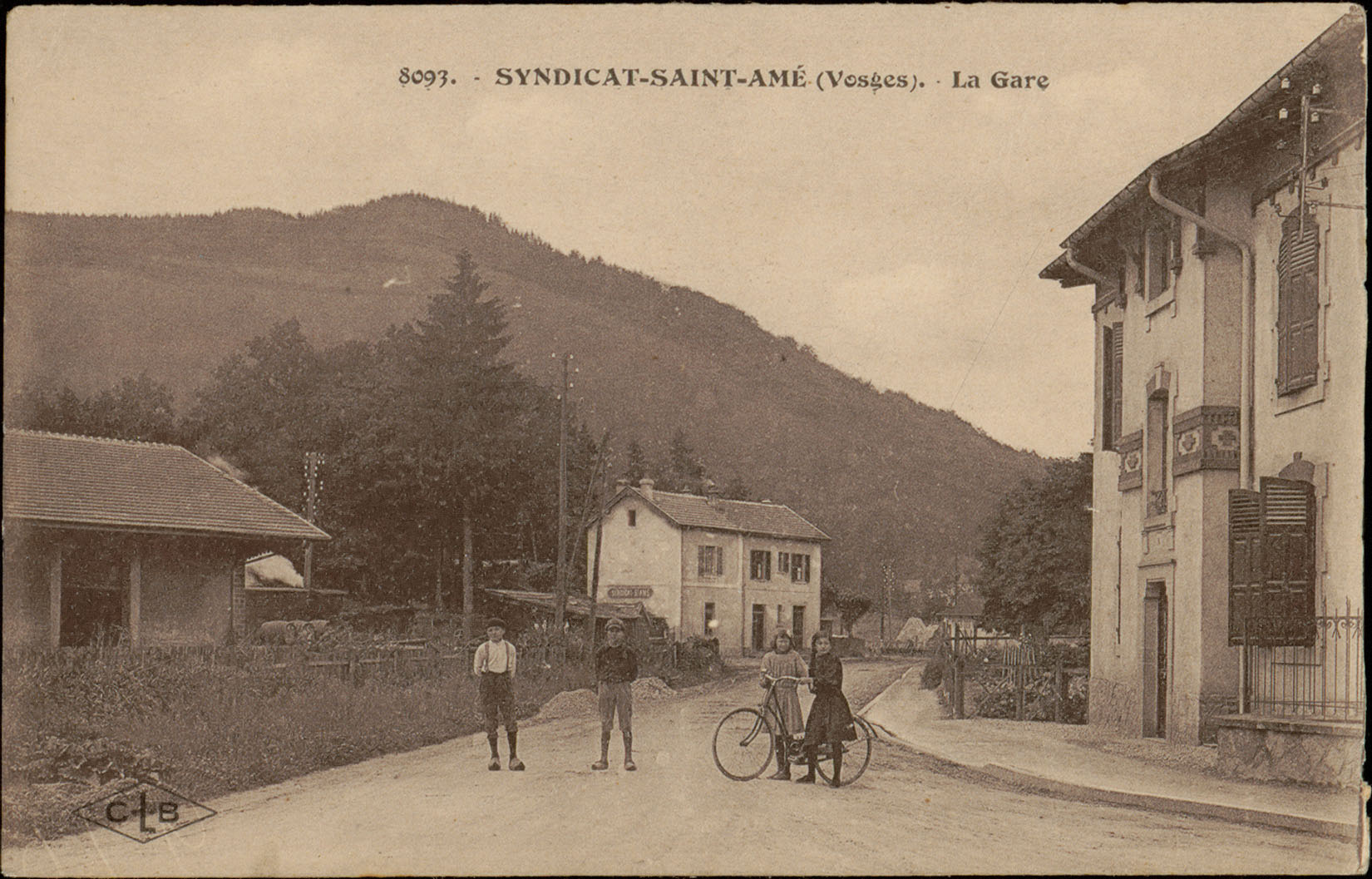
L'ancienne gare entre 1880 et 1945.

### Lieux et monuments
- L'église Sainte-Claire à Julienrupt construite en 1864, incendiée en 1944 et reconstruite en 1950,

Chemin de croix de Gabriel Loire.
Vitraux Gabriel Loire.
et l'orgue neuf "Unit Major", l'opus 870 de Charmes, transféré de Charmes à Julienrupt en 1957 par Jacquot-Lavergne,.
- Le rond-point des Granitiers[44], situé à l'intersection des routes départementales 417 (reliant Remiremont à Gérardmer et remontant la vallée de la Cleurie), 43 (remontant vers la Bresse par la vallée de la Moselotte) et 417A (assurant la desserte de Saint-Amé),

l'aménagement présente treize paires de profils taillés dans des dalles de granite. La rumeur locale prétend qu'il s'agit du profil des granitiers locaux.
- Le Centre de géologie Terrae Genesis[45].

L'association Espace Granit est gestionnaire du centre de géologie. Elle a débuté en 2002 par des actions de préservation et mise en valeur du patrimoine de l'industrie du granit, puis des expositions itinérantes, enfin elle s'est installée dans ses locaux actuels (28 rue de la gare - Peccavillers) en 2006.
Elle a alors élargi ses actions dans des domaines de plus en plus vastes grâce à ses collections organisées autour de quatre grands départements : 1. L'histoire des gens du granit (patrimoine local), 2. Minéralogie (dont l'ancienne collection de la Moineaudière), 3. Paléontologie (la Vie depuis 3,8 milliards d'années) et 4. Pétrologie (les roches racontent l'histoire des Vosges et de la planète). Particulièrement, le centre de géologie est le seul musée mondial à exposer la roche la plus ancienne de la planète (4,388 milliards d'années).
- La scierie hydraulique à cadre vertical (détruite)[47],[48],[49].

### Personnalités liées à la commune
- Xavier Thiriat, écrivain régionaliste[50].
- Charles Planet, né en 1993, coureur cycliste professionnel, membre de l'équipe Novo Nordisk.

### Héraldique, logotype et devise
| Blason | Blasonnement : Coupé d'azur, à un aqueduc à huit arches d'or maçonné de sable, et de gueules, à une massette de carrier d'or emmanchée d'argent, mise en pal la tête en bas, adextrée d'un fer de moulin d'or et sénestrée d'une tête en rencontre de bélier d'argent accornée d'or. Commentaires : L'aqueduc a neuf piles comme les neuf sections de la commune qui étaient réunies sous la juridiction d'un syndic. La massette évoque le travail du granit, le fer de moulin symbolise l'énergie hydraulique des rivières et le bélier représente la vaste forêt du massif éponyme. |

## Pour approfondir